# Кольпинг, Адольф
Адольф Кольпинг (нем. Adolph Kolping; 8 декабря 1813, Керпен, — 4 декабря 1865, Кёльн) — создатель католических союзов подмастерьев в Германии, причислен к лику блаженных в Римско-католической церкви.
Был сначала подмастерьем у сапожника, позже поступил в кёльнскую гимназию, изучал в Мюнхене и в Бонне богословие, в 1844 году стал священником, затем капелланом в Эльберфельде, в 1849 году викарием собора в Кёльне, в 1862 году ректором миноритской церкви там же. Здесь он основал союз подмастерьев, по образцу которого был позже основан целый ряд подобных союзов в разных городах Германии и Австрии. Его работы: «Der Gesellenverein» (Кёльн, 1848), «Erzählungen» (Мюнстер, 1879) и другие книги для народа.
Изображен на почтовых марках ФРГ 1955 и 1965 годов.